# Gomortegaceae
Gomortegaceae is een botanische naam, voor een plantenfamilie in de bedektzadigen. Een familie onder deze naam wordt algemeen erkend door systemen voor plantentaxonomie, en zo ook door het APG-systeem (1998) en het APG II-systeem (2003).
De familie bestaat uit slechts één soort: Gomortega keule (synoniem: Gomortega nitida), bomen in Chili (aldaar zeldzaam).

## Geslachten
- Gomortega Ruiz & Pav.